# Grupo de Forcados Amadores de Bencatel
O Grupo de Forcados Amadores de Bencatel é um grupo de forcados de Bencatel, do município de Vila Viçosa, no Alto Alentejo. O Grupo foi fundado a 3 de Agosto de 2003.

## História
Bencatel é uma terra com antigas ligações à tauromaquia, dispondo de Praça de Toiros própria. Ao longo dos anos diversos elementos de outros grupos da região eram naturais de Bencatel. Em 2003 um grupo de amigos, incluindo vários forcados de outros grupos, decidiram formar um novo grupo de forcados, denominado pela primeira vez de Bencatel. 
O Cabo fundador foi António Courelas. A estreia do Grupo decorreu na Praça de Toiros de Bencatel, a 3 de Agosto de 2003, numa corrida com a ganadaria de David Ribeiro Telles apadrinhada pelos Amadores de São Manços e Redondo. O grupo fundador era composto por 20 elementos.
Em 2016 o anterior Cabo Paulo Serra retirou-se das arenas e foi sucedido pelo actual Cabo Ivo Rocha.

## Cabos
- António Courela (2003–2009)
- Paulo Serra (2009–2016)
- Ivo Rocha (2016–presente)